# Rivière-au-Tonnerre
Rivière-au-Tonnerre är en kommun i provinsen Québec i Kanada. Den ligger i regionen Côte-Nord, i den östra delen av landet, 900 km nordost om huvudstaden Ottawa.